# Rundblättrige Minze
Die Rundblättrige Minze oder die Apfel-Minze (Mentha suaveolens; synonym Mentha rotundifolia auct.) ist eine Pflanzenart aus der Gattung der Minzen (Mentha). Sie wird oft mit der Hybride Hain-Minze (Mentha × villosa) verwechselt.

## Merkmale
Die Rundblättrige Minze ist eine ausdauernde, krautige Pflanze, die Wuchshöhen von 30 bis 80 Zentimeter erreicht. Sie bildet unterirdische Ausläufer aus. Der Stängel ist weichhaarig-zottig und vierkantig. Die Blätter sind rundlich-eiförmig und relativ klein. Sie sind 18 bis 52 Millimeter lang und 9 bis 37 Millimeter breit. Sie sind auffallend kerbig gesägt und am Grund abgerundet bis herzförmig. Die Oberseite ist stark runzelig. Bei der Varietät Mentha suaveolens var. suaveolens ist die Unterseite filzig, bei Mentha suaveolens var. glabrescens (Timb.) Bässler sind beide Seiten verkahlend. Die Krone ist helllila bis fast weiß. Die Fruchtkapsel ist nicht eingeschnürt.
Die Blütezeit reicht von Juli bis September.
Die Chromosomenzahl beträgt 2n = 24, seltener 18, 36 oder 54.

## Vorkommen
Die Rundblättrige Minze kommt in Europa, Makaronesien, Nordafrika, in der Türkei und in China vor. In Süd- und West-Europa besiedelt sie nasse und zeitweilig überflutete Weiden (Flutmulden), Gräben und nasse Wegränder. Sie bevorzugt nährstoffreiche Böden und ist basenhold, d. h., sie bevorzugt basische Böden. Sie ist in Mitteleuropa eine Charakterart des Potentillo-Menthetum suaveolentis aus dem Verband Agropyro-Rumicion.
In Nordeuropa und Nordamerika ist die Art ein Neophyt.
Die ökologischen Zeigerwerte nach Landolt et al. 2010 sind in der Schweiz: Feuchtezahl F = 4w+ (sehr feucht aber stark wechselnd), Lichtzahl L = 4 (hell), Reaktionszahl R = 2 (sauer), Temperaturzahl T = 5 (sehr warm-kollin), Nährstoffzahl N = 4 (nährstoffreich), Kontinentalitätszahl K = 2 (subozeanisch).

## Taxonomie und Systematik
Die Rundblättrige Minze wurde 1792 von Jakob Friedrich Ehrhart in Beiträge zur Naturkunde, und den damit verwandten Wissenschaften, besonders der Botanik, Chemie, Haus- und Landwirthschaft, Arzneigelahrtheit und Apothekerkunst, Band 7, S. 149 als Mentha suaveolens erstbeschrieben.
Man kann folgende Unterarten unterscheiden:
- Mentha suaveolens subsp. suaveolens: Sie kommt in Makaronesien, in Europa und im Mittelmeergebiet vor und ist besonders in Nordamerika ein Neophyt.[6]
- Mentha suaveolens subsp. timija (Coss. ex Briq.) Harley: Sie kommt in Marokko vor.[6]

## Nutzung
Die Rundblättrige Minze wird als bodendeckende Nutzpflanze in Gärten genutzt. Im Süden ist sie verbreitet, in der Mitte und im Norden selten. Sie ist eine Heil- und Duftpflanze.